# Anoplodactylus laminatus
Anoplodactylus laminatus is een zeespin uit de familie Phoxichilidiidae. De soort behoort tot het geslacht Anoplodactylus. Anoplodactylus laminatus werd in 1994 voor het eerst wetenschappelijk beschreven door Stock. 